# آرامگاه سرداران مکری
آرامگاه سرداران مکری یا آرامگاه سرداران بوکان بنای تاریخی در بوکان واقع در استان آذربایجان غربی است. این بنا مربوط به دوره قاجار بوده و داخل پارک عمومی ملت این شهر واقع شده و در فهرست آثار ملی ایران به ثبت رسیده است. این اثر تاریخی در سازمان میراث فرهنگی، صنایع دستی و گردشگری کشور با عنوان «مقبره سردار بوکان» ثبت شده است. 
در این آرامگاه چندتن از نوادگان عزیزخان مکری سپهسالار و داماد میرزا محمد تقی‌خان فراهانی (امیر کبیر) و برخی از مشاهیر بوکان به خاک سپرده شده‌اند. بنای مذکور با معماری سنتی یکی از آثار دورهٔ قاجار و جنگ جهانی اول محسوب می‌شود.

## معماری
گنبد سردار با معماری سنتی بنا شده است و با توجه به سبک معماری و نیز زندگی‌نامه سردار محمدحسین خان مکری مربوط به دوره قاجار است. مقبره سردار شامل یک حیاط کوچک در ضلع جنوبی و ساختمان مقبره است. مقبره بنایی مستطیل شکل به ابعاد تقریبی ۱۳ در ۱۵ متر و مساحت مقبره در حدود ۱۹۸ متر مربع بوده و دارای یک گنبد مرکزی ایوان دار که برای اجرای گوشه سازی گنبد از روش طاق بند استفاده و دارای دو دهلیز در طرفین می‌باشد.
پلان گنبد خانه با الگوی چلیپا بنا شده و دارای شاه‌نشین است و مصالح بکار رفته در بنا در قسمت پی از سنگ لاشه به صورت تفلیسی و دیوارها و گنبد و طاق‌ها از آجر چهارگوش بوده و در ضلع جنوبی که ورودی بنا را تشکیل می‌دهد ایوانی با دو ستون سنگی قرار گرفته است که زیبایی خاص به مجموعه داده و با الگوی سه دری ساخته شده است.
از مهم‌ترین عناصر تزیینی این بنا آجرکاری به شیوه خفته راسته است که تمامی فضاها و عناصر در هماهنگی با یکدیگر قرار گرفته‌اند و تنها ناهماهنگی که این در بنا وجود دارد و می‌توان به آن اشاره کرد این است که فضای گنبدخانه دارای یک نورگیر وسیع در نمای اصلی بنا است که فاقد تقارن و تعادل در نما است.

## اسامی دفن شدگان

### خانوادهٔ سردار بوکان
در این بنا، چهار تن از خانوادۀ سردار عزیزخان مُکری (معروف به سردار بوکان) دفن شده‌اند. اسامی آن‌ها به شرح زیر است:
- محمدحسین خان مکری (نوۀ عزیزخان سردار و فرزند سیف‌الدین خان مُکری)
- حسنی جهان خانم، دختر پاشاخان مکری همسر سیف الدین و مادر محمد حسین خان
- علی خان مکری، فرماندار و تنها فرزند پسر محمدحسین خان مکری
- کبری خانم، دختر محمدحسین خان

### مشاهیر
همچنین چندین تن از مشاهیر و روحانیون سرشناس این منطقه، نیز در حیاط یا داخل گنبد در کنار خانوادۀ سردار، به خاک سپرده شده‌اند. اسامی آن‌ها به شرح زیر است:
- قاضی حسین مکری
- ملا محمد حسن ابن قزلجی
- عذرا خاتون قزلجی (فرزند ملاحسن)
- ملامحمد صادق حسن ابن قزلجی ملقب به قاضی کاکه حمه
- ملاسید جعفر حسینی (خلیفه شیخ حسام الدین)
- ملامحمدصادق قزلجی
- ملاعلی قزلجی
- خاتو نزاکت قاسمی
- هاجر خاتون هدایتی
- جعفر قزلجی

## نگارخانه

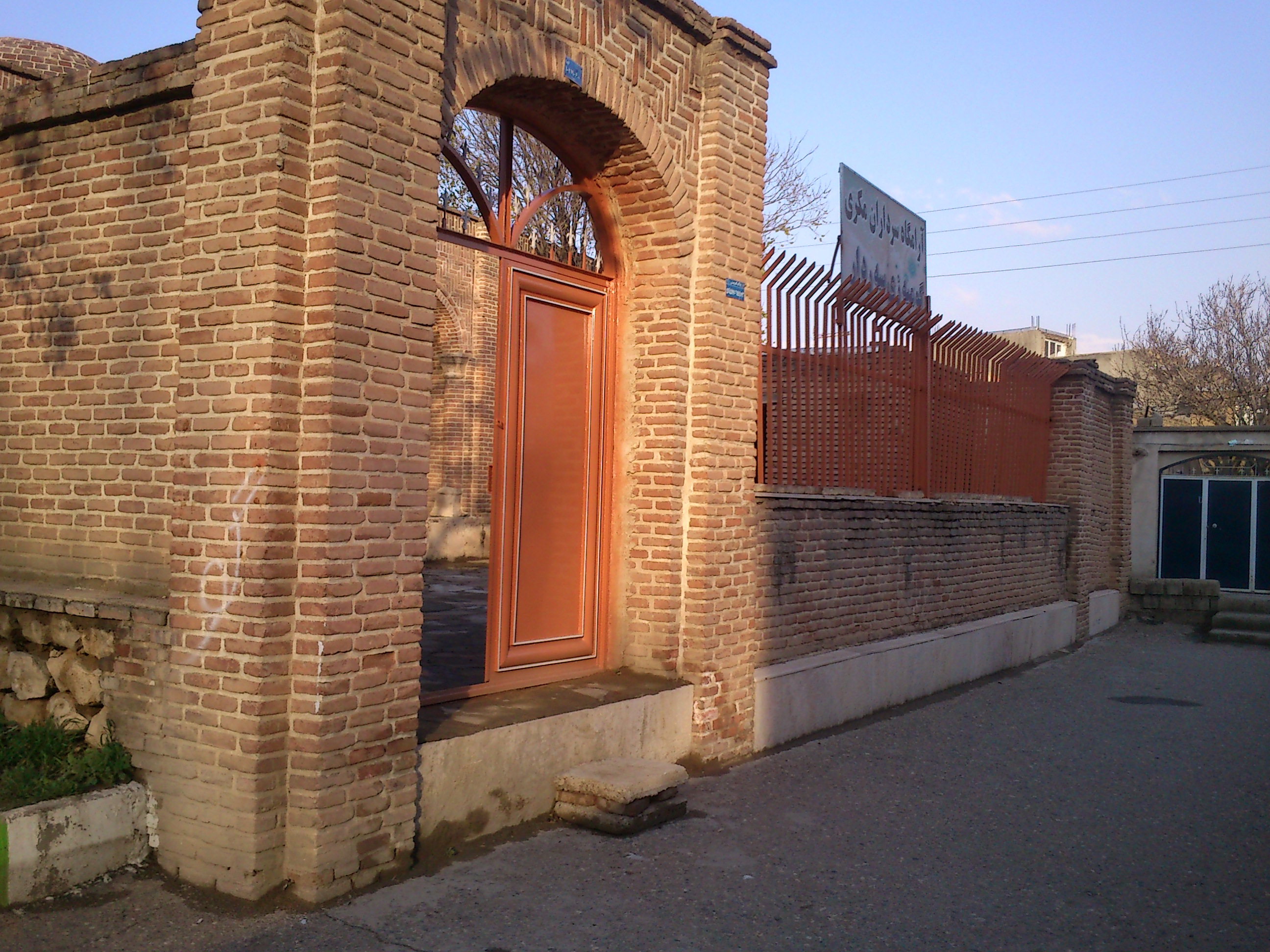
ورودی آرامگاه
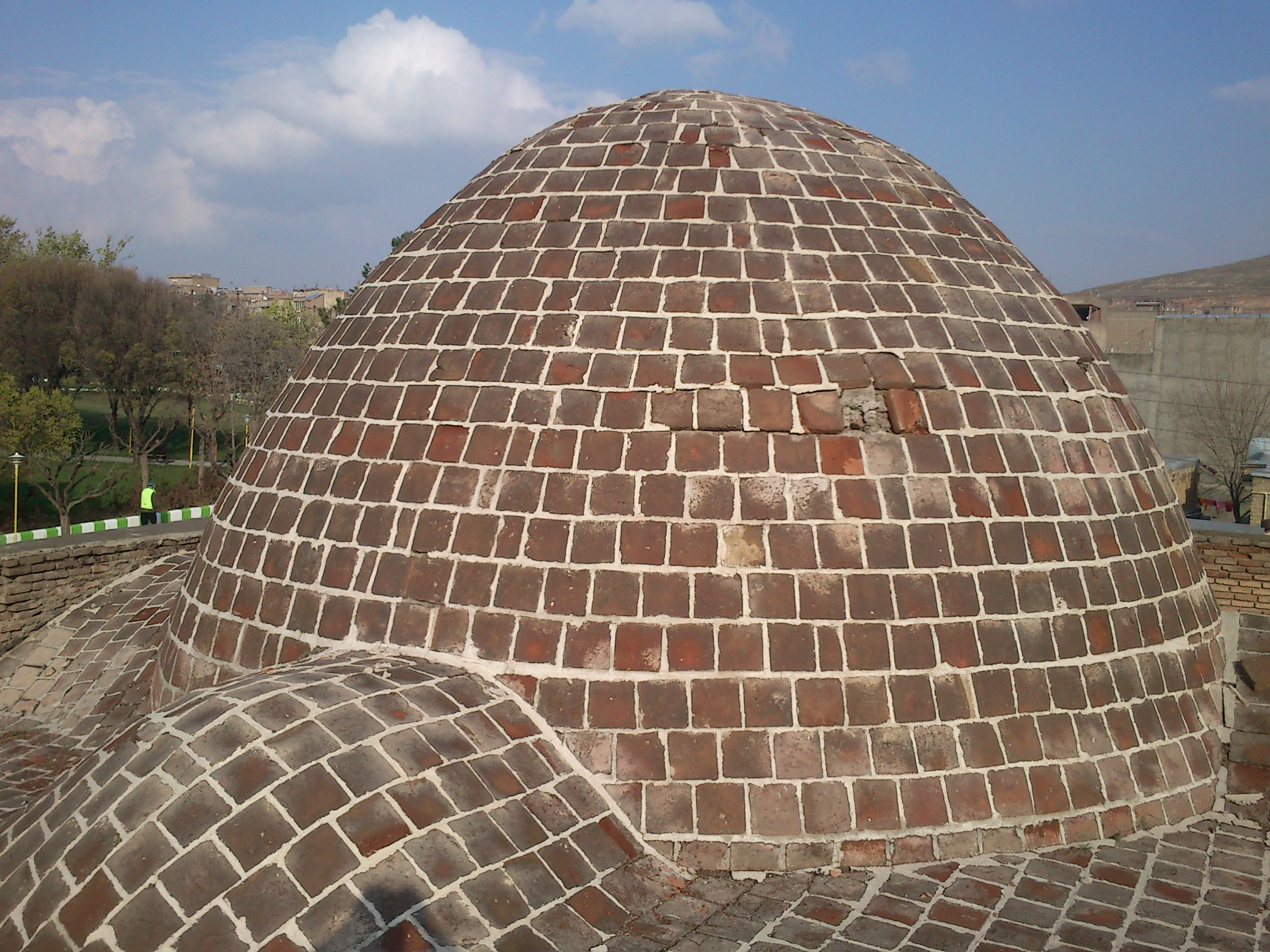
گنبد آرامگاه
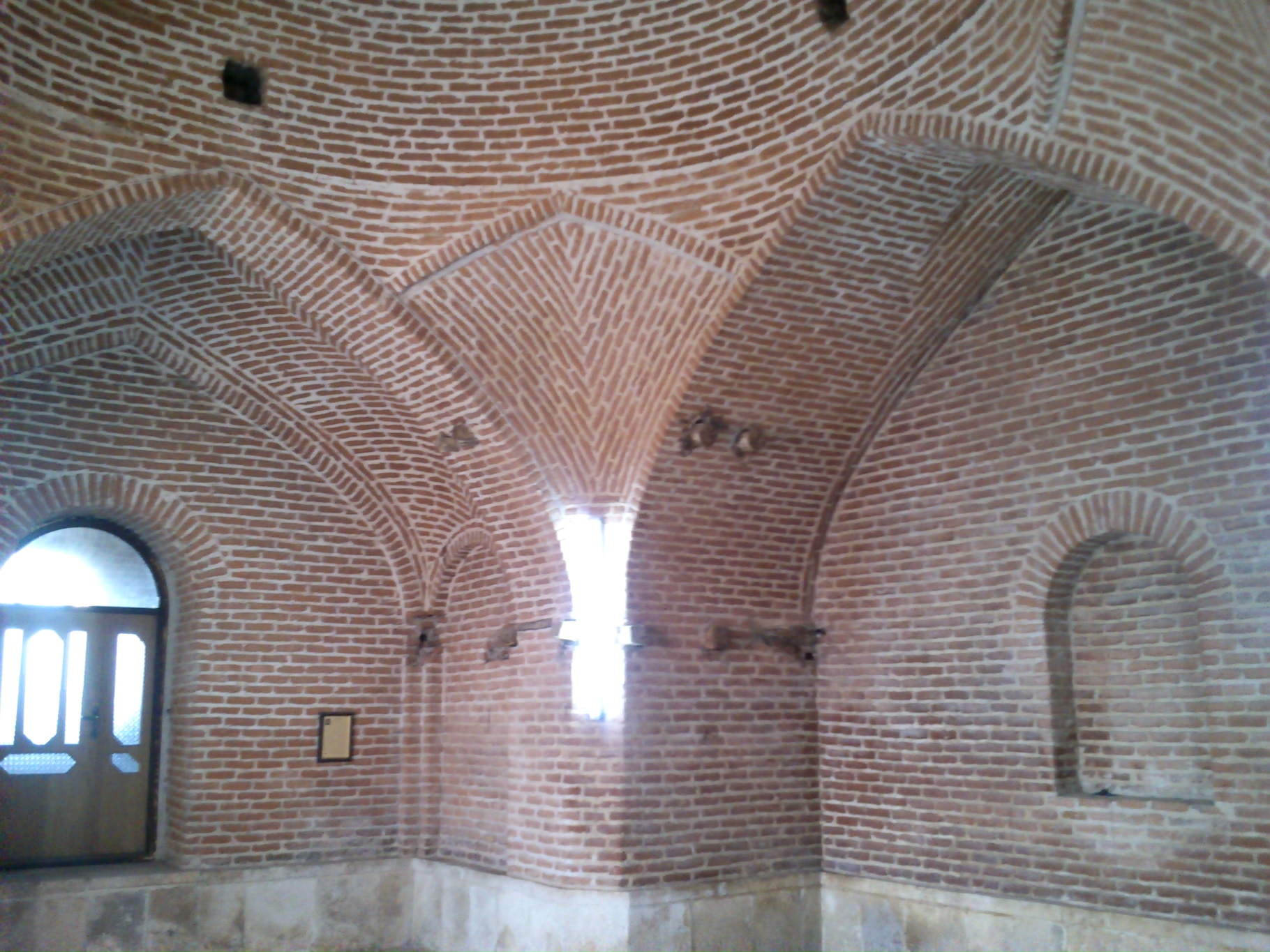
نمایی از داخل
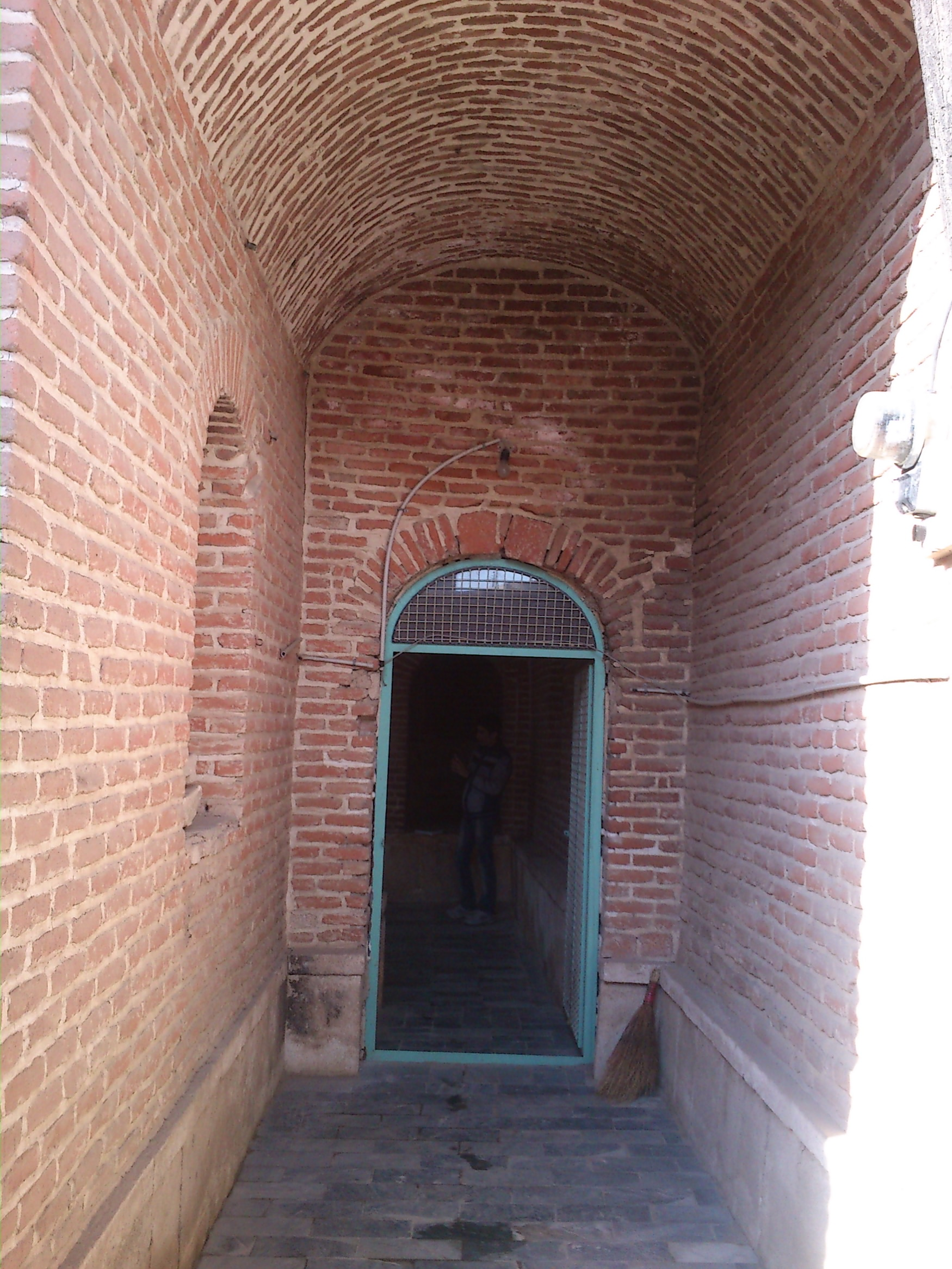
ورودی گنبد
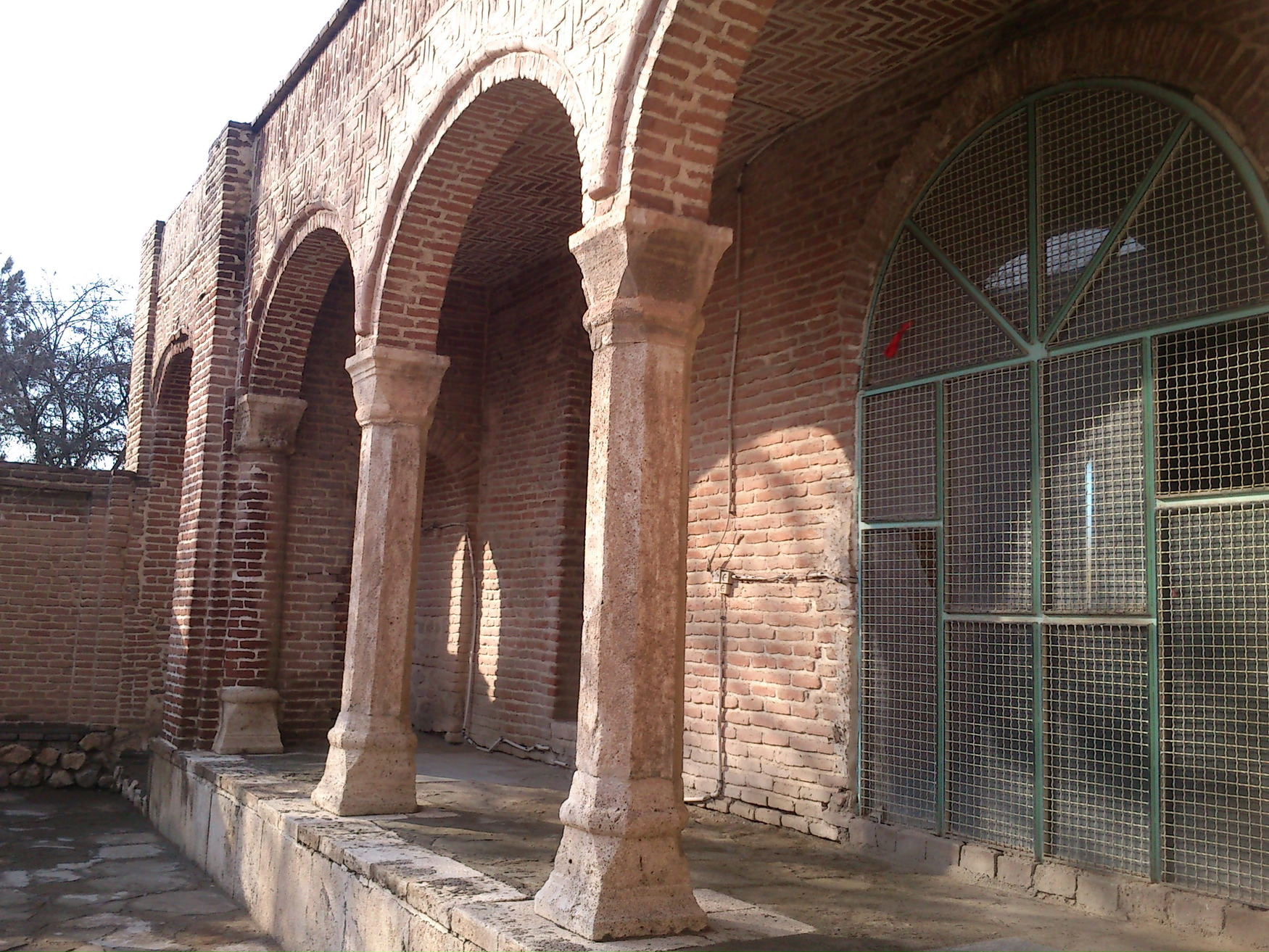
ستون‌های از سنگ تراشیده شده
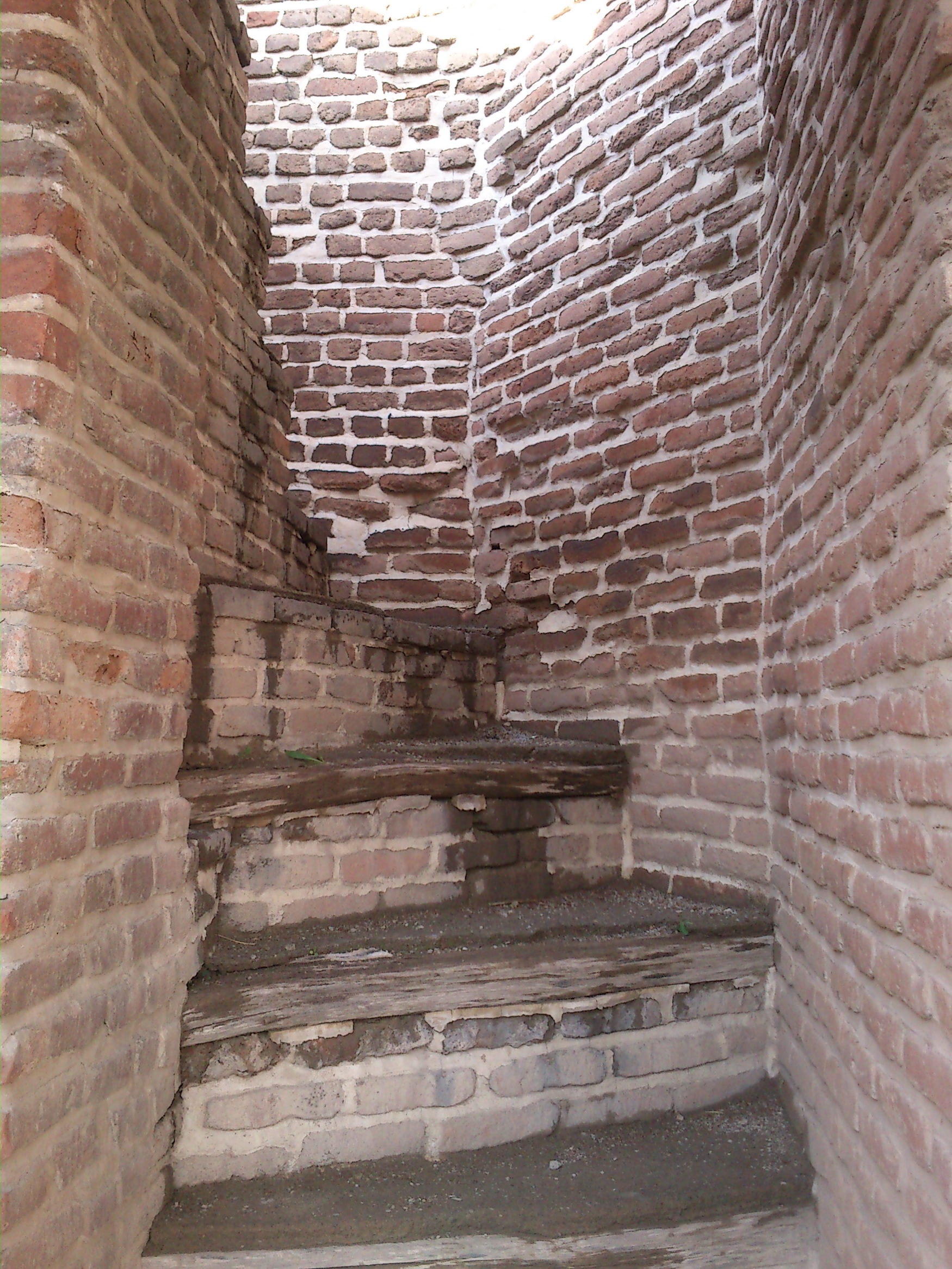
پلکان‌هایی برای بالارفتن به پشت بام مقبره
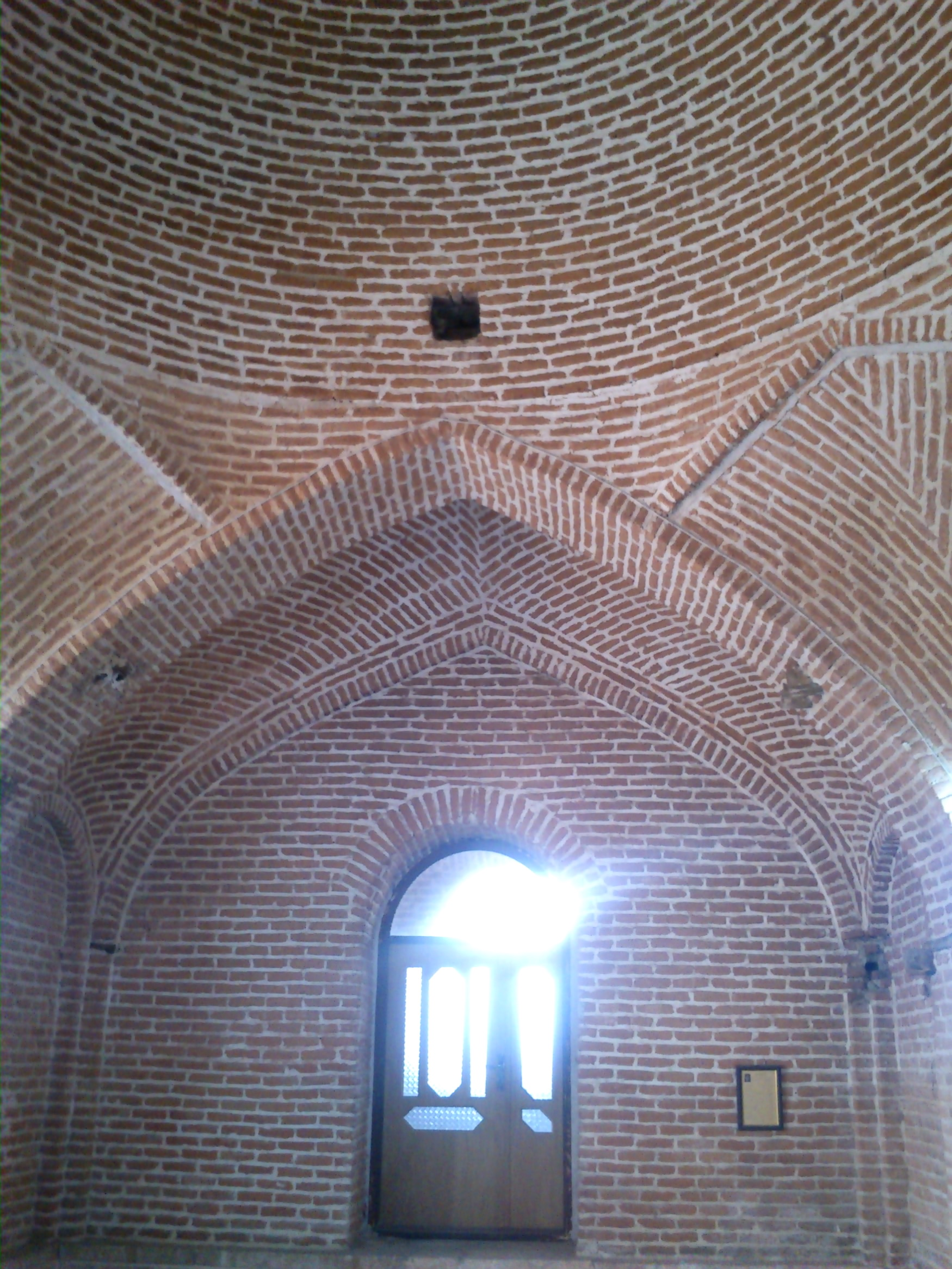
داخل آرامگاه
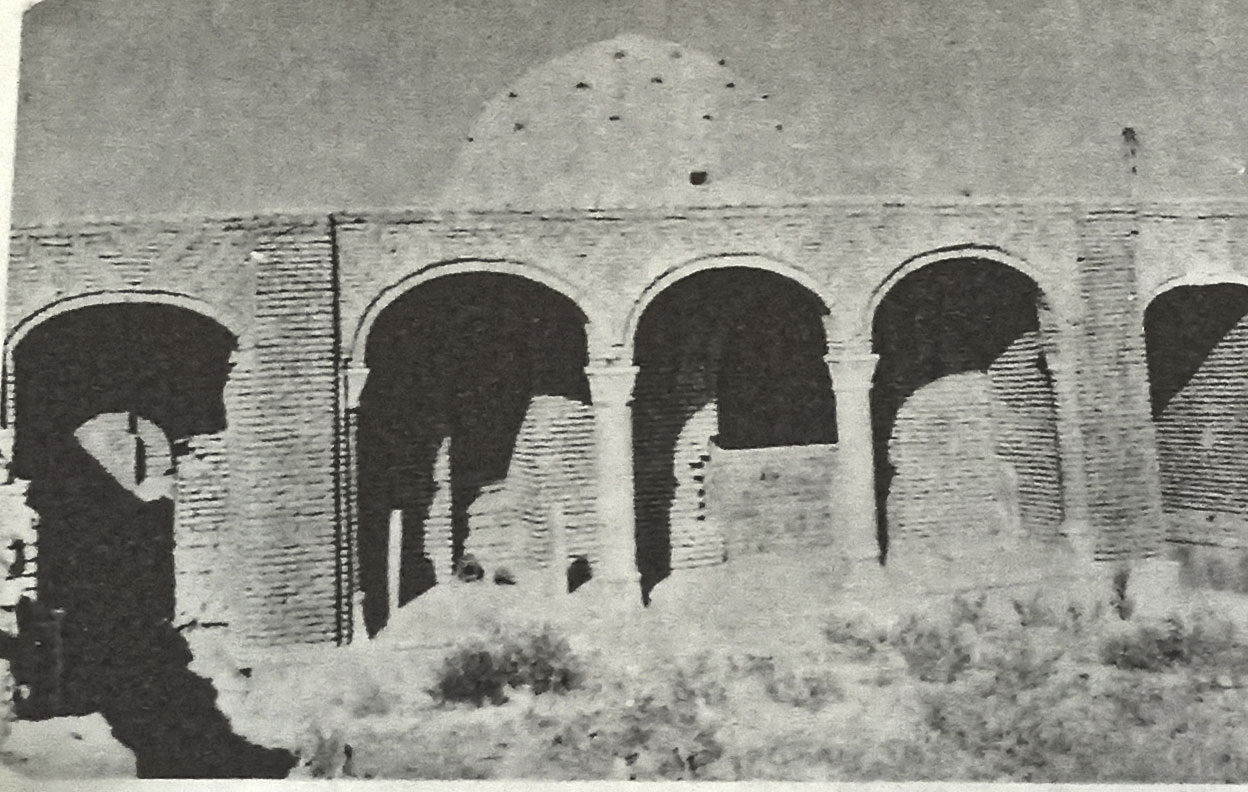
تصویری قدیمی از این آرامگاه در اوایل دهه ۱۳۶۰ شمسی.